# Sergio Pignedoli
Sergio Pignedoli (Felina, 4 giugno 1910 – Reggio Emilia, 15 giugno 1980) è stato un cardinale e arcivescovo cattolico italiano.

## Biografia
Nacque a Felina di Castelnovo ne' Monti il 4 giugno 1910. Dal 1936 al 1940 fu assistente spirituale del Collegio Augustinianum dell'Università Cattolica di Milano. Papa Paolo VI lo elevò al rango di cardinale nel concistoro del 5 marzo 1973.
Prelato di curia, fu a lungo segretario della sacra Congregazione per l'evangelizzazione dei popoli (Propaganda fide), poi guidò il Pontificio consiglio per il dialogo con i non credenti, che Paolo VI aveva istituito dopo il Concilio, mentre nell'ultimo periodo della sua vita fu presidente del Pontificio consiglio per il dialogo interreligioso.
Nel primo conclave del 1978, da cui sarebbe uscito papa Giovanni Paolo I, fu uno dei papabili, sostenuto dall'ala progressista in contrapposizione al cardinale Giuseppe Siri, candidato della corrente conservatrice.
Morì il 15 giugno 1980 all'età di 70 anni ed è stato inumato presso la chiesa di Felina di Castelnuovo ne' Monti.

## Genealogia episcopale e successione apostolica
La genealogia episcopale è:
- Cardinale Scipione Rebiba
- Cardinale Giulio Antonio Santori
- Cardinale Girolamo Bernerio, O.P.
- Arcivescovo Galeazzo Sanvitale
- Cardinale Ludovico Ludovisi
- Cardinale Luigi Caetani
- Cardinale Ulderico Carpegna
- Cardinale Paluzzo Paluzzi Altieri degli Albertoni
- Papa Benedetto XIII
- Papa Benedetto XIV
- Cardinale Enrico Enriquez
- Arcivescovo Manuel Quintano Bonifaz
- Cardinale Buenaventura Córdoba Espinosa de la Cerda
- Cardinale Giuseppe Maria Doria Pamphilj
- Papa Pio VIII
- Papa Pio IX
- Cardinale Alessandro Franchi
- Cardinale Giovanni Simeoni
- Cardinale Antonio Agliardi
- Cardinale Basilio Pompilj
- Cardinale Adeodato Piazza, O.C.D.
- Cardinale Sergio Pignedoli

La successione apostolica è:
- Arcivescovo Jorge Manrique Hurtado (1952)
- Vescovo Bernardo Leonardo Fey Schneider, C.SS.R. (1952)
- Arcivescovo Luis Aníbal Rodríguez Pardo (1952)
- Vescovo Thomas Joseph Danehy, M.M. (1953)
- Vescovo Ubaldo Evaristo Cibrián Fernández, C.P. (1953)
- Vescovo Carlos Anasagasti Zulueta, O.F.M. (1953)
- Vescovo Jorge Kilian Pflaum, O.F.M. (1954)
- Arcivescovo José Armando Gutiérrez Granier (1954)
- Vescovo José Humberto Paparoni (1954)
- Vescovo Godfrey Okoye, C.S.Sp. (1961)
- Vescovo Patrick Joseph Dalton, O.S.A. (1962)
- Vescovo Owen McCoy, M.Afr. (1963)
- Vescovo Pierre-Célestin Nkou (1963)
- Vescovo Lucas Olu Chukwuka Nwaezeapu (1964)
- Vescovo Auguste Delisle, C.S.Sp. (1964)
- Arcivescovo Joseph-Aurèle Plourde (1964)
- Vescovo Gaston Hains (1964)
- Arcivescovo James Martin Hayes (1965)
- Vescovo James Philip Mulvihill, O.M.I. (1966)
- Arcivescovo James Francis Carney (1966)
- Vescovo Gérard-Joseph Deschamps, S.M.M. (1967)
- Cardinale Émile Biayenda (1970)
- Vescovo François Joseph Maurer, C.S.Sp. (1971)